# Ko (kana)
A hiragana こ, katakana コ, Hepburn-átírással: ko, magyaros átírással: ko japán kana. Mindkét írásjegy a 己 kandzsiból származik. A godzsúonban (a kanák sorrendje, kb. „ábécérend”) a tizedik helyen áll. A こ Unicode kódja U+3053, a コ kódja U+30B3. A dakutennel módosított alakok (hiragana ご, katakana ゴ) átírása go, kiejtése a szó elején [ɡo], szó közepén [ŋo] vagy [ɣo] . Handakutennel (゜) módosított alakja a köznyelvben nem létezik, nyelvészek a nazális [ŋo] szótag leírására használhatják.
|            | Hepburn és magyaros | Hiragana (Unicode) | Katakana    |
| ---------- | ------------------- | ------------------ | ----------- |
| Alapalak   | ko                  | こ (U+3053)        | コ (U+30B3) |
| Dakutennel | go                  | ご (U+3054)        | ゴ (U+30B4) |

## Vonássorrend
|  |  |
|  |  |